# 帕利斯 (杜省)
帕利斯（法語：Palise，法語發音：[paliz]）是法国杜省的一个市镇，属于贝桑松区。

## 地理
帕利斯（47°22'18"N, 6°5'27"E）面积2.09 平方千米，位于法国勃艮第-弗朗什-孔泰大區杜省，该省份为法国东部内陆省份，北起上索恩省，西接汝拉省，东部及东南部与瑞士接壤，东北部与贝尔福地区省接壤。
与帕利斯接壤的市镇（或旧市镇、城区）包括：沃尼斯、维埃耶、克罗马里。

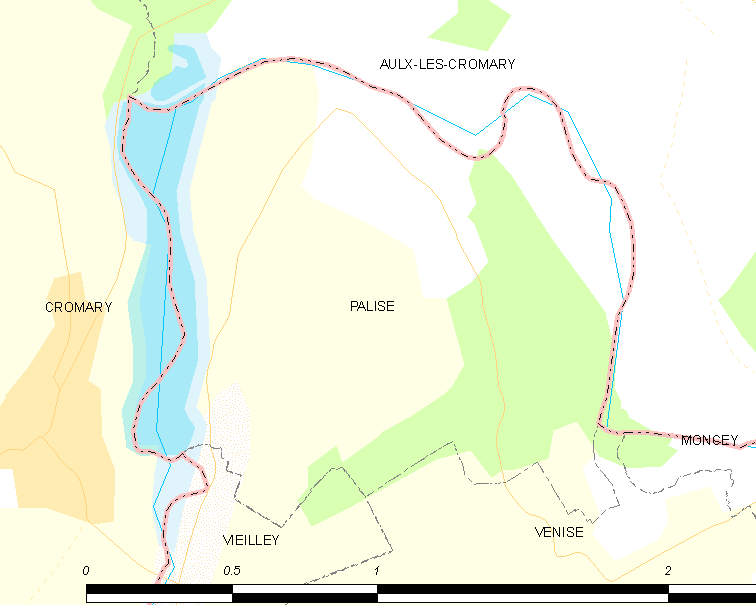
的OSM定位图

帕利斯的时区为UTC+01:00、UTC+02:00（夏令时）。

## 行政
帕利斯的邮政编码为25870，INSEE市镇编码为25444。

## 政治
帕利斯所属的省级选区为博姆莱达姆县。

## 人口

1962-2008年间人口变化图示

帕利斯于2022年1月1日时的人口数量为145人。